# 酸辣湯
酸辣湯（サンラータン、スーラータン）は、中華料理（四川料理
・湖南料理）のスープのひとつ。酢の酸味と唐辛子や胡椒の辛味と香味を利かせた、酸味豊かな辛みのあるスープで年間を通して食べられる料理。
豆腐、鶏肉、シイタケ、キクラゲ、タケノコ、長ネギ、トマトなどの具材を使ったスープを、食塩、醤油、生姜汁で調味し、たっぷりの酢と唐辛子あるいは胡椒を加える（唐辛子の代わりに豆板醤やラー油を使う場合もある）。片栗粉でとろみをつけた後、溶き卵を流し込んで仕上げる。
日本では茹でた麺を加えて「酸辣湯麺」が開発されている。
米国ではHot and sour soupと呼ばれ、日本に於けるコーンスープのような代表的な中華料理のスープとして親しまれている。